# 王納言 (萬曆進士)
王納言（16世紀—17世紀），字伯允，號冲默，四川叙州府富顺县人，明朝政治人物。

## 生平
二月二十日生，治诗经。萬曆二十二年（1594年）甲午科四川鄉試第五十七名舉人，二十三年（1595年）乙未科會試第一百二十一名，廷試三甲第十四名進士，兵部觀政，本年六月授官直隶真定府推官，二十六年考察調簡，補南直隶池州府推官。

## 家族
曾祖王九韶。祖王棟，庠生。父王养士。母鞠氏。具庆下。兄兴龙（庠生）、納誨。弟納諫、納忠。娶何氏。子履謙、履恒、履貞、履寔、履正。